# 將軍澳南 (選區)
將軍澳南（英語：Tseung Kwan O South，代號Q2）是香港西貢區議會下轄的選區，2023年設立，定為雙議席選區。

## 範圍
現時選區位於將軍澳新市鎮南部，包括調景嶺及將軍澳市中心，唯日出康城則屬於西貢及坑口選區，與其接壤的選區有西貢及坑口、將軍澳北選區、觀塘區議會的觀塘東南選區。
投票站設有十一個，分別位於調景嶺體育館、香海正覺蓮社佛教正覺中學、天主教聖安德肋小學、維景灣畔內的香港基督教女青年會將軍澳綜合社會服務處、播道書院、將軍澳循道衛理小學、仁濟醫院王華湘中學、保良局黃永樹小學、尚德社區會堂、香港道教聯合會圓玄學院第三中學、博愛醫院陳國威小學。

## 沿革
2023年香港選舉改革將區議會所有單議席選區取消，西貢定為三個雙議席選區，共選出六席民選議員。將軍澳南選區由原有單議席的彩健、健明、都善、海晉、寶怡、富君、澳唐、尚德、廣明選區合併而成。
2023年區議會選舉，估算人口有168,009人，選民有107,619人，吸引到四人參選。

## 歷屆議員
| 選區名稱 | 屆別           | 議員             | 政治聯繫 | 政治聯繫 | 議員   | 政治聯繫 | 政治聯繫 |
| -------- | -------------- | ---------------- | -------- | -------- | ------ | -------- | -------- |
| 將軍澳南 | 2024年－2027年 | 施彬彬（小施妹） |          | 民建聯   | 黃遠康 |          | 工聯會   |

## 歷屆選舉結果
| 政党   | 政党     | 候选人              | 票数  | %      | ± |
| ------ | -------- | ------------------- | ----- | ------ | - |
|        | 民建聯   | ①. 施彬彬（小施妹） | 9,040 | 33.98% |   |
|        | 工聯會   | ②. 黃遠康           | 8,790 | 33.04% |   |
|        | 專業動力 | ③. 李思朗           | 3,893 | 14.63% |   |
|        | 獨立     | ④. 董真             | 4,878 | 18.33% |   |
| 多数票 | 多数票   | 多数票              | 250   |        |   |

## 資料來源
1. ↑   (PDF).   [2023年8月23日]. （原始内容 (PDF)存档于2023年8月5日） （繁体中文）.
2. ↑   (PDF).   [2023年11月17日]. （原始内容 (PDF)存档于2023年12月3日）.
3. ↑   (PDF). 選舉管理委員會. 2023-07-11  [2023-08-23].[]
4. ↑   (PDF).   [2023-11-19]. （原始内容存档 (PDF)于2023-11-16）.
5. ↑   (PDF).   [2023-08-23]. （原始内容存档 (PDF)于2023-08-05）.
6. ↑   (PDF).   [2023-11-17]. （原始内容存档 (PDF)于2023-12-03）.